# USS LST-984
O USS LST-984 foi um navio de guerra norte-americano da classe LST que operou durante a Segunda Guerra Mundial.